# 银河少年电视艺术团
银河少年电视艺术团，全称中国中央电视台银河少年电视艺术团，是隶属于中央广播电视总台的儿童艺术团。

## 历史
银河少年电视艺术团是中国第一支儿童艺术团，也是出国演出的团体。银河少年电视艺术团的的足迹踏遍全球，曾多次出访世界各国，受到当地人民的好评。目前，团长是李晓燕。
曾培养的知名人物有王菲、蔡国庆、大张伟、蔡明、祝新运、洪剑涛、刘纯燕、蒋小涵、莫小棋、牛萌萌、舒畅、张可盈等。

## 主要歌曲作品
- 《花儿向阳开》
- 《花开新时代》
- 《快乐向未来》
- 《我们的节日》
- 《我的国我的家》